# 마술피리
《마술피리》 혹은 《마적》(魔笛, 독일어: Die Zauberflöte, K. 620)은 모차르트가 죽기 두 달 전에 완성한 징슈필로 지금까지도 널리 사랑받는 오페라 중 하나이다. 오페라의 대본인 리브레토는 연출가인 엠마누엘 쉬카네더가 썼다. 연출가이기도 하였던 쉬카네더는 핀란드의 동화를 바탕으로 환상적인 분위기의 징슈필 대본을 쓴 후 모차르트에게 작곡을 의뢰하였다. 오페라는 쉬카네더가 운영하던 비덴 극장에서 1791년 9월 30일 초연되었다. 공연은 그 해에만 100 회가 넘게 상연되는 대성공을 거두었으나 모차르트는 그 해 12월 죽고 만다. 모차르트의 오페라 중 마지막으로 초연된 작품이며, 당시 오페라에 주로 쓰던 이탈리아어가 아니라 독일어로 되어 있다.

## 작곡 배경
후원자였던 오스트리아의 황제 요제프 2세가 사망하고 모차르트는 후원자를 잃었다. 모차르트와 함께 요제프 2세의 후원을 받으며 작업하던 리브레토 작가 로렌초 다 폰테 또한 해고되어 오스트리아를 떠났다. 후원이 끊겨 나날이 빚이 늘어나던 모차르트는 친구였던 쉬카네더가 자신이 운영하던 비덴 극장에서 공연할 징슈필의 작곡을 부탁하자 수락하고 그는 예정된 초연을 몇 일 앞두고서야 곡을 완성했다. 그 사이 레오폴드 2세의 대관식에 연주할 〈황제 티토의 자비〉를 작곡했기 때문에 오페라 작업은 늦어질 수 밖에 없었다. 《마술피리》의 줄거리는 다양하게 해석될 수 있는 은유로 짜여졌기 때문에 해석이 분분하지만, 쉬카네더와 모차르트가 프리메이슨의 일원이었기 때문에 프리메이슨의 비밀 의식을 염두에 둔 것이란 해석이 많을것이다.

## 공연
1791년 9월 30일, 《마술피리》는 작곡가 모차르트 본인의 지휘와 작가 겸 연출가 쉬카네더 자신의 연출로 초연되었다. 공연은 대성공을 거두어 100회 이상 지속되면서 모차르트의 오페라들 중 가장 훌륭한 흥행을 하게 되었다. 그러나 공연이 시작된 지 두 달도 채 안 되어 모차르트는 병석에 누웠고, 그 해 12월 5일에 사망하였다. 작품이 초연된 쉬카네더의 비텐 극장은 빈에서도 하나의 축소된 도시와 같은 곳이었다. 극장은 자체 소유의 호텔과 식당이 연이어 있었으며 쉬카네더 스스로가 세익스피어의 햄릿을 연기하는 빼어난 배우였다. 1792년 9월 21일 《마술피리》100회 공연을 알리는 기사가 프레스부르거 차이퉁에 실렸다.
얼마지나지 않아 《마술피리》는 오스트리아 뿐만 아니라 유럽 각지에서 상영되었다. 보나파르트 나폴레옹은 당시 자신의 황제 즉위를 비판하던 문화계를 탄압하였는데, 《마술피리》역시 수 없이 많은 검열로 무단 삭제된 채 공연되었다.

## 작품 설명

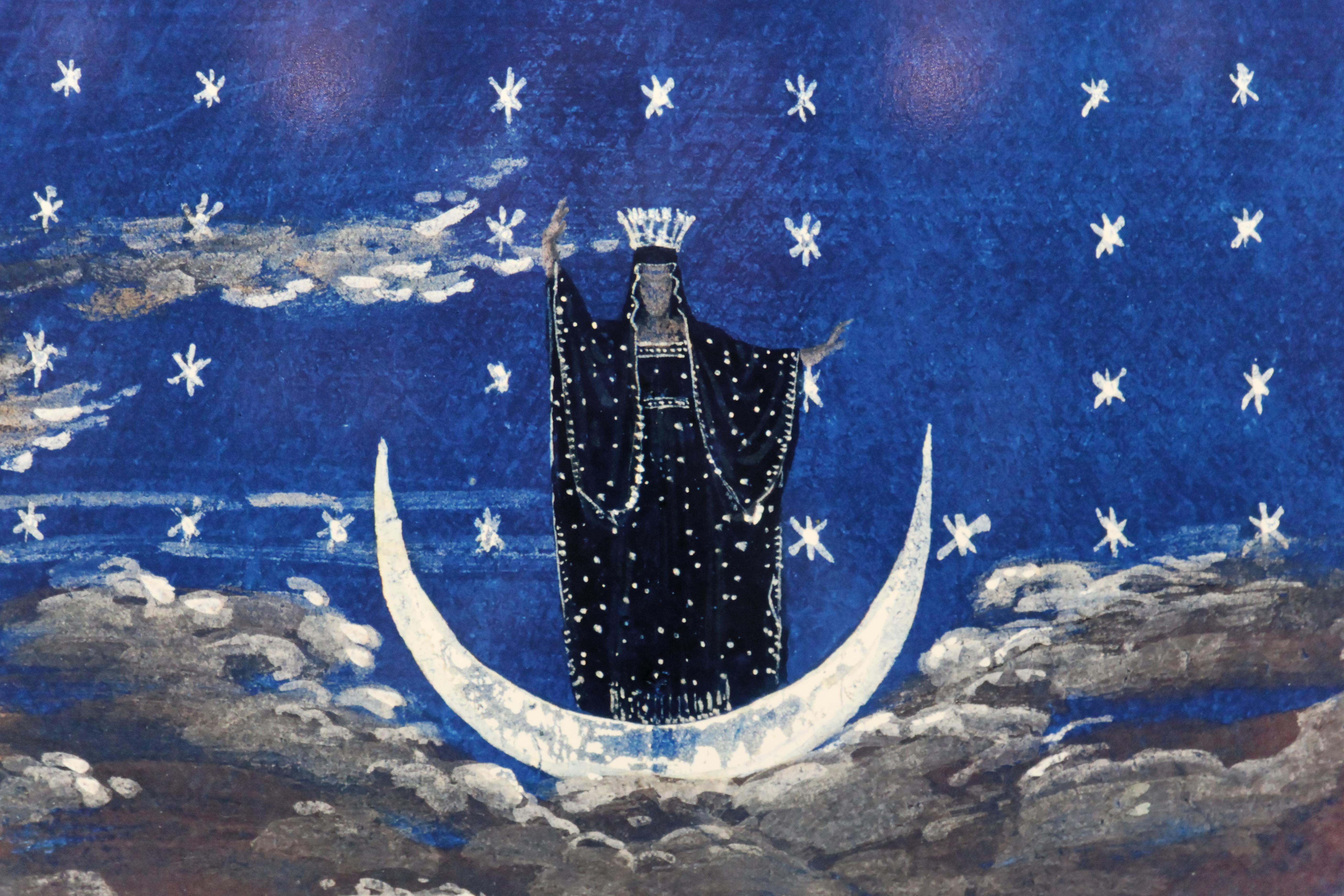
밤의 여왕

작품의 배경은 고대 이집트 제국의 신전 부근이며 현자 '자라스트로(Sarastro)'가 지배하는 지혜의 세계에 대항하는 '밤의 여왕(Königin der Nacht)'의 어둠의 세계 사이의 대립을 보여주고 있다. 오페라는 신비스러운 동화같은 무대와 풍자로 가득하다. 작품 속에는 프리메이슨의 여러 교의와 상징이 담겨있다고 해석될 뿐만아니라 유토피아적인 휴머니즘을 보여준다고 평가된다. 자라스트로는 자라투스트라에서 차용한 이름이지만, 프리메이슨의 상징으로 해석될 뿐 이야기의 흐름은 조로아스터교와는 큰 관련이 없다.
《마술피리》는 흥행을 고려하여 만들어졌으며 개연성은 떨어지지만 환상적인 분위기의 줄거리를 가지고 있다. 큰 뱀에 쫓기던 타미노가 파파게노를 만난다. 이때 밤의 여왕이 나타나 초상화를 보여주며 유괴된 딸 파미나를 구해달라고 한다. 파미나의 초상에 반한 타미노는 마술피리를 들고 파파게노와 함께 파미나를 유괴한 자라스트로에게 간다. 자라스트로에게 간 타미노와 파파게노는 파미나를 구하지만, 사실은 자라스트로가 선한자이며 파미나는 밤의 여왕의 강권에 못이겨 자라스트로를 죽이러 간 것이라는 사실을 알게 된다. 타미노와 파파게노는 자라스트로의 사원에서 수행을 하게 된다.

## 등장인물
- 자라스트로(차라투스트라), (SARASTRO)-베이스
- 타미노(TAMINO)-테너
- 변사(SPRECHER)-베이스
- 제1승려(ERSTER PRIESTER)-대사만
- 제2승려(ZWEITER PRIESTER)-테너
- 제3승려(DRITTER PRIESTER)-대사만
- 밤의 여왕(KÖNIGIN DER NACHT)-소프라노
- 파미나{밤의 여왕의 딸}(PAMINA{IHRE TOCHTER})-소프라노
- 시녀1(ERSTER DAME)-소프라노
- 시녀2(ZWEITER DAME)-소프라노
- 시녀3(DRITTER DAME)-메조 소프라노
- 파파게노(PAPAGENO)-바리톤
- 파파게나(PAPAGENA)-소프라노
- 모노스타토스(MONOSTATOS)-테너
- 소년(KNABE)-소년합창단
- 갑옷을 입은 사내1,2(GEHARNISCHTER MANN)-테너, 베이스
- 노예(SKLAVE)-대사만

## 차례
0. 서곡 overture
제 1막
1. 도입-살려 줘! 살려 줘!(타미노, 3명의 시녀)
2. 아리아-아, 나는야 새잡는 새잡이!(파파게노)
3. 아리아-우아한 자태여(타미노)
4. 아리아-두려워 마라! 젊은이여!(밤의 여왕님)
5. 5중창-음 음 음(타미노, 파파게노, 3명의 시녀)
6. 3중창-작은 새여 어서 오라!(파미나, 모노스타토스, 파파게노)
7. 2중창-사랑을 아는 남자는(파미나, 파파게노)
8. 피날레-이 길을 따라서(파미나, 파파게노, 변사, 모노스타토스, 자라스트로, 합창)
9. 하프

제 2막
1. 전주곡 '승려의 행진'
2. 합창과 아리아-들어주오 이지스, 오지리스 신이여(자라스트로, 남성 합창)
3. 2중창-조심하시오, 여자들을!(제2의 변사, 승려)
4. 5중창-어째서? 이런 곳에 있느냐?(타미노, 파파게노, 3명의 시녀)
5. 아리아-누구라도 즐겁게(모노스타토스)
6. 아리아-지옥의 복수심이 내 마음에 끓어오르고(밤의 여왕)
7. 아리아-이 성스러운 궁전은(자라스트로)
8. 3중창-지금 또 다시 당신들을(3명의 소년)
9. 아리아-아, 나의 모든 행복은(파미나)
10. 승려의 합창-오! 이지스, 오! 오지리스(남성 합창)
11. 3중창-이제 모두 끝인가요?(파미나, 타미노, 자라스트로)
12. 아리아-애인이나 마누라가 이 파파게노에게(파파게노)
13. 피날레-머지않아 날이 밝으면(3명의 소년, 파미나, 2명의 갑옷을 입은 사내, 타미노, 파파게노, 파파게나, 모노스타토스, 밤의 여왕, 3명의 시녀, 자라스트로, 합창)

## 유명한 음악
이 작품에서 밤의 여왕의 아리아(지옥의 복수심이 내 마음에 끓어오르고 Der Hölle Rache kocht in meinem Herzen, 2막)가 유명하다.